# 鑽石公主的憂鬱
《钻石公主的忧郁》（日语：ダイヤモンドプリンセスの憂鬱）是μ's的迷你小队“BiBi”在2011年5月25日发售的首张单曲。

## 概况
“BiBi”组名是把“美”（／ bi）的日文音重复后用罗马字记下，成员为绚濑绘里（声：南条爱乃）、西木野真姬（声：Pile）和矢泽日香（声：德井青空）。除BiBi原版外，三人的角色个人专辑分别收录了各自的独唱版本。初回限定盘随机封入BiBi成员卡片一张（共3种）。
在《Love Live!》动画第一季第6话中，使用了了《Love Novels》作为背景音乐。另外，在“μ's 2nd New Year LoveLive! 2013”中，由于南条爱乃缺席，《钻石公主的忧郁》及C/W曲《Love Novels》分别由饭田里穗（星空凛的聲優）和楠田亚衣奈（东条希的聲優）顶替南条的位置。

## 收录曲目
收录内容中Vocal曲以粗体表示，括号中的中文翻译仅供参考，并非官方翻译。
| CD       | CD                       | CD         | CD         | CD    |
| 曲序     | 曲目                     | 作曲       | 编曲       | 时长  |
| -------- | ------------------------ | ---------- | ---------- | ----- |
| 1.       | （钻石公主的忧郁）       | 吉田胜弥   | 高田晓     | 3:55  |
| 2.       | （Love Novels）          | 佐佐仓有吾 | 佐佐仓有吾 | 3:41  |
| 3.       | （Off Vocal）            |            |            | 3:55  |
| 4.       | （Off Vocal）            |            |            | 3:41  |
| 5.       | （雨天的练习）（广播剧） |            |            | 10:27 |
| 总时长： | 总时长：                 | 总时长：   | 总时长：   | 25:39 |